# Wahlbezirk Böhmen 18
Der Wahlbezirk Böhmen 18 war ein Wahlkreis für die Wahlen zum Abgeordnetenhaus im österreichischen Kronland Böhmen. Der Wahlbezirk wurde 1907 mit der Einführung der Reichsratswahlordnung geschaffen und bestand bis zum Zusammenbruch der Habsburgermonarchie.

## Geschichte
Nachdem der Reichsrat im Herbst 1906 das allgemeine, gleiche, geheime und direkte Männerwahlrecht beschlossen hatte, wurde mit 26. Jänner 1907 die große Wahlrechtsreform durch Sanktionierung von Kaiser Franz Joseph I. gültig. Mit der neuen Reichsratswahlordnung schuf man insgesamt 516 Wahlbezirke mit je einem zu wählenden Abgeordneten, die durch Direktwahl mit allfälliger Stichwahl bestimmt wurden. Der Wahlkreis Böhmen 18 umfasste die Stadt Budweis. Aus der Reichsratswahl 1907 ging Josef Brdlík von den Jungtschechen als Sieger hervor. Bei der Reichsratswahl 1911 konnte sich hingegen František Vodňanský von der Tschechischen staatsrechtlich-fortschrittlichen Partei durchsetzen.

## Wahlen

### Reichsratswahl 1907
Die Reichsratswahl 1907 wurde am 14. Mai 1907 durchgeführt. Die Stichwahl entfiel auf Grund der absoluten Mehrheit von Brdlík im ersten Wahlgang.
| Kandidat                                                              | Partei                                          | Wahlkreisstimmen | Prozent |
| --------------------------------------------------------------------- | ----------------------------------------------- | ---------------- | ------- |
| Josef Brdlík                                                          | Gemeinsamer Kandidat der tschechischen Parteien | 3315             | 63,2 %  |
| Ladislaus Kudla                                                       | Sozialdemokratische Partei                      | 1921             | 36,6 %  |
|                                                                       | Sonstige Parteien                               | 13               | 0,2 %   |
| Wahlberechtigte: 7755, Ungültige Stimmen: 22, Wahlbeteiligung: 68,0 % |                                                 |                  |         |

### Reichsratswahl 1911
Die Reichsratswahl 1911 wurde am 13. Juni 1911 durchgeführt. Die Stichwahl entfiel auf Grund des absoluten Mehrheit für Fiedler im ersten Wahlgang.
| Kandidat                                                              | Partei                                          | Wahlkreisstimmen | Prozent |
| --------------------------------------------------------------------- | ----------------------------------------------- | ---------------- | ------- |
| František Vodňanský                                                   | Gemeinsamer Kandidat der tschechischen Parteien | 3650             | 64,7 %  |
| Franz Ebel                                                            | Sozialdemokratische Partei                      | 1984             | 35,2 %  |
|                                                                       | Sonstige                                        | 9                | 0,2 %   |
| Wahlberechtigte: 8662, Ungültige Stimmen: 37, Wahlbeteiligung: 65,6 % |                                                 |                  |         |